# 雨花台駅
雨花台駅（うかだいえき）は、中華人民共和国江蘇省南京市雨花台区雨花街道雨花大道と雨花南路の交差点にある、南京地下鉄10号線の駅である。

## 駅名
駅名については、事業着手当初は南京地下鉄集団は「雨花台駅」の仮称を用いており、2021年11月30日に「雨花台駅」を駅名として第一次公示され、2021年12月22日に駅名が「雨花台駅」に決定したことが発表された。

## 隣の駅
南京地下鉄
■10号線
卡子門駅- 雨花台駅 - 共青団路駅